# Milcahuales
Milcahuales är en ort i Mexiko.   Den ligger i kommunen Álamo Temapache och delstaten Veracruz, i den sydöstra delen av landet, 240 km nordost om huvudstaden Mexico City. Milcahuales ligger 88 meter över havet och antalet invånare är 307.
Terrängen runt Milcahuales är varierad. Milcahuales ligger nere i en dal. Runt Milcahuales är det ganska glesbefolkat, med 36 invånare per kvadratkilometer. Närmaste större samhälle är Temapache, 11,5 km sydost om Milcahuales. Trakten runt Milcahuales består till största delen av jordbruksmark.